# Teatro físico
Teatro físico é um conceito teatral que descreve um trabalho onde o eixo central é a fisicidade do artista cênico em primeiro plano no resultado estético final de uma performance, sendo que normalmente os grupos que se definem como teatro físico trabalham com
texto falado em uma dramaturgia linear ou não, mas como o suporte de outras linguagens, tais como: mímica, dança teatro, acrobacia sole e aérea, entre outras. O termo, no entanto, não é claro e gera controvérsias quanto a sua aplicação.